# Ampliatio
En derecho romano, ampliatio se refiere a que en el procedimiento judicial romano, si la cuestión no quedaba esclarecida a juicio del tribunal, en el primer debate, podía tener lugar otro, y aun otros, llamándose a estos ampliationes, porque dilataban la vista y fallo definitivo.
Así, según cuenta Valerio Máximo, la causa seguida contra L. Cotta sufrió siete ampliationes y a la octava se absolvió. La ley Servilia Glaucia exceptuó de estas ampliationes las quaestiones repetundarum pues para ellas estableció que el fallo se dejara al día siguiente al de la vista (comperendinatio) pero que en éste fuera obligatorio dictar sentencia.
También se daba el nombre de ampliatio al nuevo plazo que podía concedese al acusado cuando éste no comparecía en el primeramente señalado, así como al que se otorgaba para presentar nuevas pruebas.